# Ochrobryum gardneri
Ochrobryum gardneri är en bladmossart som beskrevs av Mitten 1869. Ochrobryum gardneri ingår i släktet Ochrobryum och familjen Dicranaceae. Inga underarter finns listade i Catalogue of Life.